# Antoine Valério
Antoine Valério (Bordeaux, 11 dicembre 1999) è un calciatore francese, centrocampista del Villefranche.

## Caratteristiche tecniche
È un centrocampista centrale.

## Carriera
Cresciuto nel settore giovanile dello Stade Bordelais, ha in prima squadra il 27 gennaio 2018 disputando l'incontro di Championnat de France amateur vinto 1-0 contro il Nizza 2.
Trasferitosi al Nîmes nel 2019, ha esordito in Ligue 1  il 19 ottobre 2019 disputando l'incontro pareggiato 1-1 contro l'Amiens.